# Fort Hancock (Teksas)
Fort Hancock je naseljeno mjesto za statističke potrebe u američkoj saveznoj državi Teksas. Prema popisu stanovništva iz 2010. u njemu je živjelo 1.750 stanovnika.